# Pseudotocepheus lanceolatus
Pseudotocepheus lanceolatus är en kvalsterart som beskrevs av Grobler 1998. Pseudotocepheus lanceolatus ingår i släktet Pseudotocepheus och familjen Tetracondylidae. Inga underarter finns listade i Catalogue of Life.